# Abraham Furnerius
Abraham Furnerius (Rotterdam, 1628 - aldaar, 1654) was een Nederlands kunstschilder en tekenaar uit de Gouden Eeuw. Hij vervaardigde landschappen en stadsgezichten. Van zijn schilderijen is echter niets bewaard gebleven.
Furnerius werd op 14 maart 1628 gedoopt in Rotterdam. Zijn vader was de Rotterdamse arts Johannes Furnerius. Hij was een leerling van Rembrandt in de periode dat Samuel van Hoogstraten ook bij de meester in de leer was, halverwege de jaren 1640. Hij was een zwager van Philips Koninck, die met zijn zuster Cornelia was getrouwd. Furnerius was de leermeester van Gerrit Battem, wiens moeder een tante was van Furnerius. De kunstenaar overleed op jonge leeftijd en werd op 6 mei 1654 in Rotterdam begraven.